# Gottlieb
Gottlieb（原D. Gottlieb & Co.）是美国原游戏制造商企业，制作了一系列弹珠机和街机游戏。其制作的街机游戏《Q伯特》（1982年）售出2.5万套机台，是公司最为成功的电子游戏产品。